# European Counter Terrorism Center
Het European Counter Terrorism Center is het Europees overlegorganisatie voor data-uitwisseling over terrorisme en terrorismebestrijding. De organisatie is een onderdeel van Europol en heeft als doel het centraliseren van informatie over terroristen en het uit te wisselen van deze gegevens tussen de leden.
De organisatie werd opgericht naar aanleiding van de aanslagen in Parijs op 13 november 2015.